# Hamed Rajabi

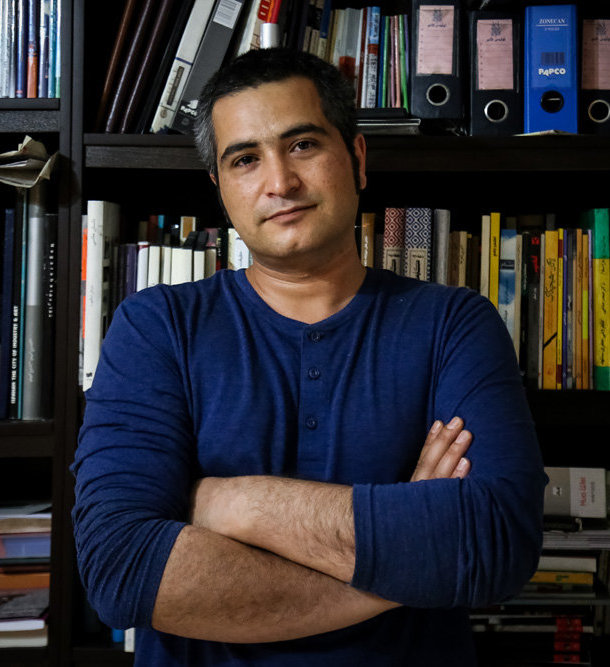
Hamed Rajabi

Hamed Rajabi (persisch حامد رجبی‎; * 1982 in Hamadan) ist ein iranischer Filmregisseur und Drehbuchautor.

## Leben
Hamed Rajabi wurde 1982 in Hamadan geboren. Er studierte Film an der Universität Teheran und drehte erste Kurzfilme. Im Jahr 2011 wurde er  in den Talent Campus der Internationalen Filmfestspiele in Berlin aufgenommen.
Sein Spielfilmdebüt gab er 2015 mit dem Drama Paridan az ertefa kam (Festivaltitel: A Minor Leap Down), das im Rahmen der Sektion Panorama auf der 65. Berlinale seine internationale Premiere feierte. Der Film erzählt die Geschichte der 30-jährigen Nahal (gespielt von Negar Javaherian), die den Tod ihres ungeborenen Kindes vor der eigenen Familie verheimlicht.

## Filmografie (Auswahl)
- 2010: Fasle Baranhaye Mousemi (Drehbuch)
- 2012: Parviz (Drehbuch)
- 2015: Paridan az ertefa kam (Festivaltitel: A Minor Leap Down; Regie, Drehbuch)

## Auszeichnungen
- Berlinale 2015: FIPRESCI-Preis für den besten Film der Sektion Panorama (Paridan az ertefa kam)